# Gryon variicorne
Gryon variicorne är en stekelart som först beskrevs av Fouts 1925.  Gryon variicorne ingår i släktet Gryon och familjen Scelionidae. Inga underarter finns listade i Catalogue of Life.